# Наказание Амура
«Наказание Амура» (фр. La punition de l’Amour) — картина французского художника Никола Флейгельса из собрания Государственного Эрмитажа.
Картина иллюстрирует сюжет, крайне редкий в живописи, основанный на эпизоде из «Разговоров богов» Лукиана (глава 11) — Афродита жалуется Селене на своего сына Эрота/Амура: «Я много раз уже грозила Эроту, что если он не прекратит своих проделок, я поломаю его лук и колчан и обрежу ему крылья, — один раз даже я его отшлёпала по заднице сандалией. А он — странное дело! — сразу начинает бояться меня и просит не наказывать, а в следующее мгновение уже забывает обо всём». Против изложенного Лукианом Афродита не сама наказывает Эрота, а воспользовалась помощью нимф и лишь наблюдает за экзекуцией. Справа внизу монограмма художника и дата: n. v. 1720.
По мнению И. С. Немиловой, подобная интерпретация сюжета восходит к итальянским гравюрам XV века и получила своё развитие в работах Джироламо ди Бенвенуто и Джулио Романо.
В 1755 году картина уже находилась в собрании Кроза и в 1772 году вместе со всем этим собранием, через посредство Ф. Троншена, была приобретена императрицей Екатериной II для Эрмитажа. В XIX веке картина находилась в Большом Гатчинском дворце, откуда в 1926 году была возвращена в Эрмитаж. Выставляется в Зимнем дворце в зале 285.
В каталоге собрания Кроза картина обозначена как «Амур, застигнутый в Елисейских полях душами несчастных влюблённых, мстящих ему»; в описи картин императорских дворцов, составленном И. Э. Минихом, картина значится под названием «Наказанный Амур»; в первом рукописном каталоге Эрмитажа, начатом в 1797 году, картина фигурирует как «Нимфы забавляются с Любовью»; в эрмитажную опись 1858 года внесена как «Венера и нимфы, играющие с Амуром».